# Тумановка (Смоленская область)
Тумановка — деревня в Рославльском районе Смоленской области России. Входит в состав Ивановского сельского поселения. Население — 15 жителей (2007 год).
Расположена в южной части области в 31 км к северо-востоку от Рославля, в 12 км южнее автодороги А101 Москва — Варшава («Старая Польская» или «Варшавка»). В 9 км южнее деревни расположена железнодорожная станция Щепоть на линии Рославль — Фаянсовая.

## История
В годы Великой Отечественной войны деревня была оккупирована гитлеровскими войсками в августе 1941 года, освобождена в сентябре 1943 года.